# Evangelina Thomas
Evangelina Lujan Thomas (* 16. November 1991 in Trelew) ist eine argentinische Leichtathletin, die sich auf den Mittelstreckenlauf spezialisiert hat.

## Sportliche Laufbahn
Erste internationale Erfahrungen sammelte Evangelina Thomas im Jahr 2006, als sie bei den Jugendsüdamerikameisterschaften in Caracas in 4:34,24 min die Goldmedaille im 1500-Meter-Lauf gewann und über 800 Meter gewann sie in 2:15,96 min die Bronzemedaille. Zudem belegte sie mit der argentinischen Sprintstaffel (1000 Meter) in 2:21,72 min den siebten Platz. Im Jahr darauf siegte sie in 4:45,30 min über 1500 Meter bei den Juniorensüdamerikameisterschaften in São Paulo und belegte im 3000-Meter-Lauf in 10:17,37 min Rang vier. Anschließend erreichte sie bei den Jugendweltmeisterschaften in Ostrava in 4:22,91 min den sechsten Platz über 1500 Meter. 2008 schied sie bei den Juniorenweltmeisterschaften in Bydgoszcz mit 4:33,11 min im Vorlauf über 1500 Meter aus, siegte anschließend aber in 4:35,58 min erneut bei den Jugendsüdamerikameisterschaften in Lima und belegte in der Sprintstaffel nach 2:21,59 min Rang vier. Im Jahr darauf gewann sie bei den Juniorensüdamerikameisterschaften in São Paulo in 4:43,86 min die Bronzemedaille über 1500 Meter und 2010 siegte sie bei den U23-Südamerikameisterschaften, die im Zuge der Südamerikaspiele in Medellín ausgetragen wurden in 4:38,07 min über 1500 Meter und gewann im 800-Meter-Lauf in 2:11,58 min die Bronzemedaille hinter den Brasilianerinnen Jéssica dos Santos und Geisiane de Lima. Anschließend schied sie bei den Juniorenweltmeisterschaften im kanadischen Moncton über beide Distanzen mit 2:12,77 min bzw. 4:30,53 min in der ersten Runde aus.
2012 schied sie bei den Ibero-Amerikanischen Meisterschaften in Barquisimeto mit 2:15,33 min im Vorlauf über 800 Meter aus und erreichte über 1500 Meter nach 4:30,29 min Rang zehn. Anschließend gewann sie bei den U23-Südamerikameisterschaften in São Paulo in 2:08,15 min die Silbermedaille hinter der Brasilianerin Jéssica dos Santos und über 1500 Meter gewann sie in 4:35,54 min die Bronzemedaille hinter den Brasilianerinnen Erika Lima und Thayra dos Santos. Zudem gewann sie mit der argentinischen 4-mal-400-Meter-Staffel in 3:58,86 min die Bronzemedaille hinter den Teams aus Brasilien und Chile. 2014 wurde sie bei den Ibero-Amerikanischen Meisterschaften in São Paulo in 2:16,05 min Achte über 800 Meter und konnte ihr Rennen über 1500 Meter nicht beenden. Daraufhin beendete sie vorläufig ihre Karriere als Leichtathletin.
2020 kehrte sie zur Leichtathletik zurück und siegte im Februar in 1:17:41 h beim Halbmarathon in Esquel. Im Jahr darauf belegte sie dann bei den Südamerikameisterschaften in Guayaquil in 2:08,73 min den sechsten Platz über 800 Meter und erreichte in der 4-mal-400-Meter-Staffel in 3:44,69 min Rang fünf. 2023 gelangte sie bei den Südamerikameisterschaften in São Paulo mit 2:22,08 min auf Rang neun über 800 Meter und belegte mit der Staffel in 3:53,15 min den sechsten Platz.
In den Jahren 2012 und 2021 wurde Thomas argentinische Meisterin im 800-Meter-Lauf sowie 2012 und 2014 über 1500 Meter.

## Persönliche Bestleistungen
- 800 Meter: 2:07,11 min, 22. April 2013 in Mar del Plata
- 1500 Meter: 4:22,91 min, 13. Juli 2007 in Ostrava
- Halbmarathon: 1:17:41 h, 8. Februar 2020 in Esquel